# Madagali
Madagali è una città della Repubblica Federale della Nigeria appartenente allo Stato di Adamawa. 
È il capoluogo dell'omonima area a governo locale (local government area) che conta una popolazione di 134.827 abitanti.